# Colombiaanse schreeuwuil
De Colombiaanse schreeuwuil (Megascops ingens colombianus, synoniem Megascops colombianus) is een vogel uit de familie Strigidae (uilen). Over de soortstatus van dit taxon is geen consensus.

## Verspreiding en leefgebied
Deze soort komt voor van westelijk Colombia tot noordelijk Peru.

## Status
De Colombiaanse schreeuwuil is op de IOC World Bird List een ondersoort van de Andesschreeuwuil (M. ingens colombianus), maar op de lijst van de IUCN staat deze uil wel als een aparte soort vermeld. De grootte van de populatie wordt geschat op 10.000 individuen. Op de Rode lijst van de IUCN heeft deze soort de status gevoelig. 